# Убийство Разан Ан-Наджжар
Раза́н А́шраф Абду-ль-Ка́дир ан-Наджжа́р (араб. رزان النجار‎; 1997 — 1 июня 2018 года) — палестинская медсестра (фельдшер), которая была убита израильскими силами обороны во время протестов на границе с сектором Газа, когда ан-Наджжар помогала раненным палестинцам.

## Биография
Разан ан-Наджжар была старшей из шести детей. Отец ан-Наджжар работал на территории Израиля в сфере продажи металла. Затем он попал под ограничения, в результате чего ему запретили пересекать границу. Работал в Газе механиком, ремонтируя мотоциклы. На момент смерти дочери был безработным. Мать зовут Ашраф ан-Наджжар (р. 1974). Семья жила в селении Хуза, в доме, предоставленном родственниками. Селение Хуза, расположенное к востоку от Хан-Юниса, находится в зоне огневой досягаемости израильских войск, дислоцированных на границе. На их участке была установлена четырёхметровая бетонная стена с целью оградить местных жителей от огня израильской армии.
Разан ан-Наджжар была свидетелем трёх военных операций: «Литой свинец» в 2008—2009 годах, «Облачный столб» и «Нерушимая скала» в 2014 году, в которой пострадал её район. Семья была слишком бедна, чтобы позволить ей учиться в университете. Девушка училась каллиграфии и прошла курс сестринского дела.

## Убийство
1 июня 2018 года Разан ан-Наджжар была смертельно ранена в грудь израильским солдатом. Она стояла с поднятыми руками, чтобы показать, что она безоружна, пытаясь помочь в эвакуации раненых возле израильской границы с Газой. Израиль сначала отрицал, что она являлась прямой мишенью, хотя не исключал, что она, возможно, пострадала от огня. Израильская правозащитная группа «Бецелем» заявила, что ан-Наджжар была застрелена намеренно.
Через несколько дней после смерти медсестры Армия обороны Израиля (ЦАХАЛ) опубликовала отредактированные кадры с участием Разан ан-Наджжар, на которых она якобы по просьбе ХАМАСа принимала участие в акциях протеста в качестве живого щита. Позже был найден отрывок из интервью ливанскому телеканалу, который был отредактирован АОИ с целью ввести в заблуждение зрителей. Комментарии ан-Наджжар были вырваны из контекста, так как в исходном (неотредактированном) видео она не упоминала ХАМАС, а сообщала о том, что находится на линии фронта как «защищающий живой щит для спасения раненых». Все слова, которые были сказаны после «живого щита», вырезаны из израильского видео. ЦАХАЛ подвергся широкой критике за манипуляции с видео, с помощью которого они попытались опорочить её образ.
Согласно показаниям свидетеля, ан-Наджжар была застрелена после того, как она и другие врачи с поднятыми вверх руками и в белых жилетках подошли к забору границы, чтобы оказать помощь раненым из числа протестующих. В ходе расследования также выяснилось, что в Ан-Наджжар попала пуля, выпущенная с расстояния почти 110 метров, которая сначала ударилась о землю, раскололась, а затем один из осколков попал в грудь.